# Aaron Miles
Aaron Miles (13 d'abril de 1983, Portland, Oregon) és un jugador de bàsquet professional estatunidenc, format a l'NBA i que ha jugat al Cajasol Sevilla de la lliga ACB de l'Estat espanyol. La temporada 2006-2007, Miles va jugar a l'Èlan Béarnais Pau-Orthez equip de la lliga francesa de bàsquet.

## Historial esportiu
Va ser designat jugador de l'any a Oregon l'any 2001. Va jugar la Final Four de la NCAA l'any 2002. Va ser campió de la fase regular i finalista de la conferència B12 l'any 2002. L'any següent se'n va proclamar campió. Va ser finalista de la NCAA el mateix any. Va ser campió de la fase regular de la D-League i finalista de la mateixa l'any 2006 i campió de la Copa de França de bàsquet amb el Èlan Béarnais Pau-Orthez l'any 2007.